# Sandy Bottom Nature Park
Koordinaten: 37° 3′ 57″ N, 76° 26′ 0″ W

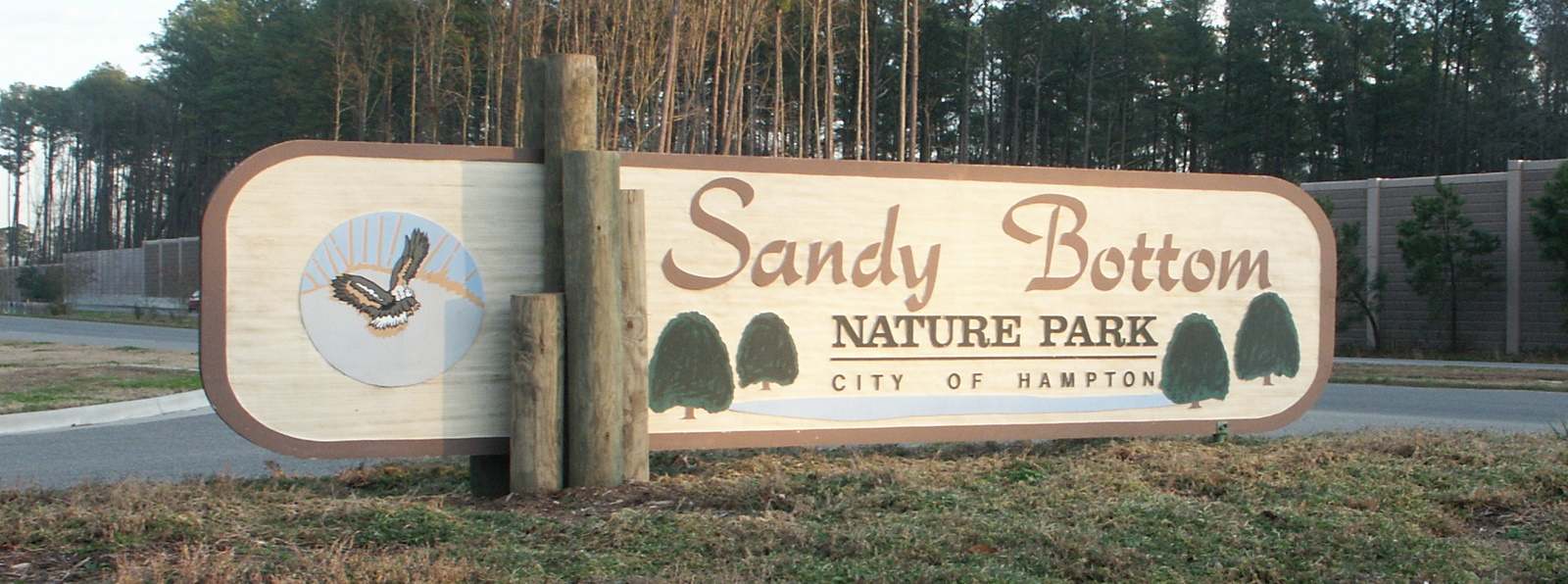
Eingang

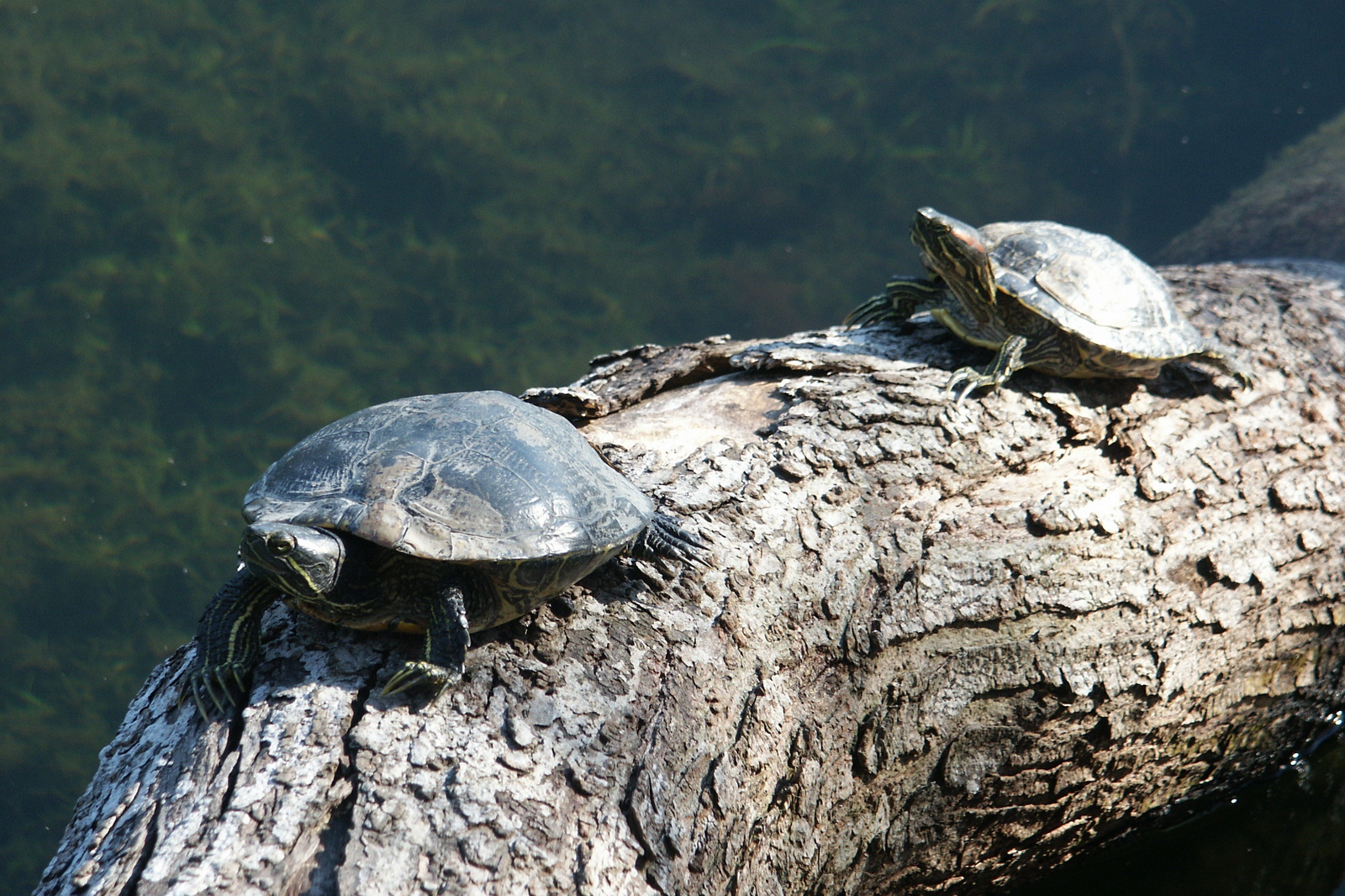
Schildkröten am Rand des Sees

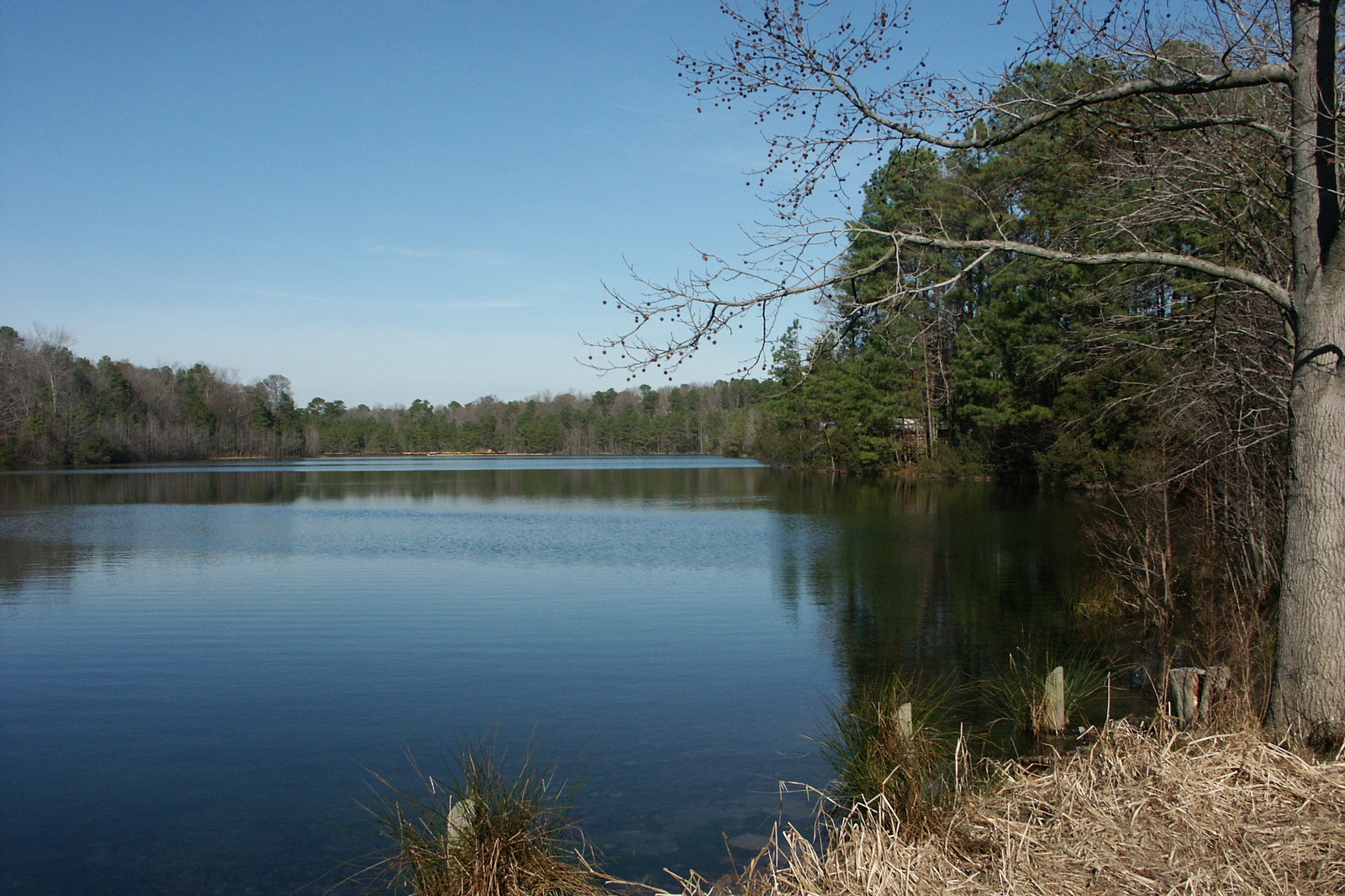
Der See

Der Sandy Bottom Nature Park ist ein US-amerikanischer Stadtpark mitten in Hampton (Virginia), der etwa 450 verschiedene Pflanzen- und Tierarten beherbergt und 1996 für die Öffentlichkeit freigegeben wurde.
In der Mitte des Parks befinden sich zwei kleine Seen, die durch den Abbau von Sand für die örtliche Bauindustrie entstanden. Durch das klare Grundwasser ist der helle Sandboden zu erkennen. Einer der Seen kann kostenpflichtig mit Kajaks befahren werden.
Da der Sandabbau im zweiten See fortgesetzt wird, vergrößert sich dieser. In beiden Seen befinden sich verschiedene Unterarten von Barschen und andere Süßwasserfische. Auch Schildkröten können an den Ufern des Sees beobachtet werden.
Der Park ist mit einem Wegenetz von 20 km Länge erschlossen und auch mit dem Fahrrad befahrbar. An verschiedenen Stellen des Parks ist das Zelten und Campen gestattet.
Zentraler Anlaufpunkt des Parks ist ein Besucherzentrum, das Informationen zu verschiedenen einheimischen Tieren bereithält, aber auch in Terrarien einige Tiere präsentiert. In dem Park werden einheimische Pflanzen ausführlich durch angebrachte Schilder erklärt. Der Park wird gerne von Schulklassen als Anschauungsunterricht genutzt, welche einen Unterrichtsraum im Besucherzentrum nutzen können. Von Sonnenaufgang bis Sonnenuntergang ist der Park geöffnet. Die Öffnungszeit des Besucherzentrums richtet sich nach der Jahreszeit.